# ライス大学

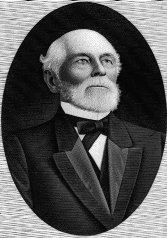
William Marsh Rice

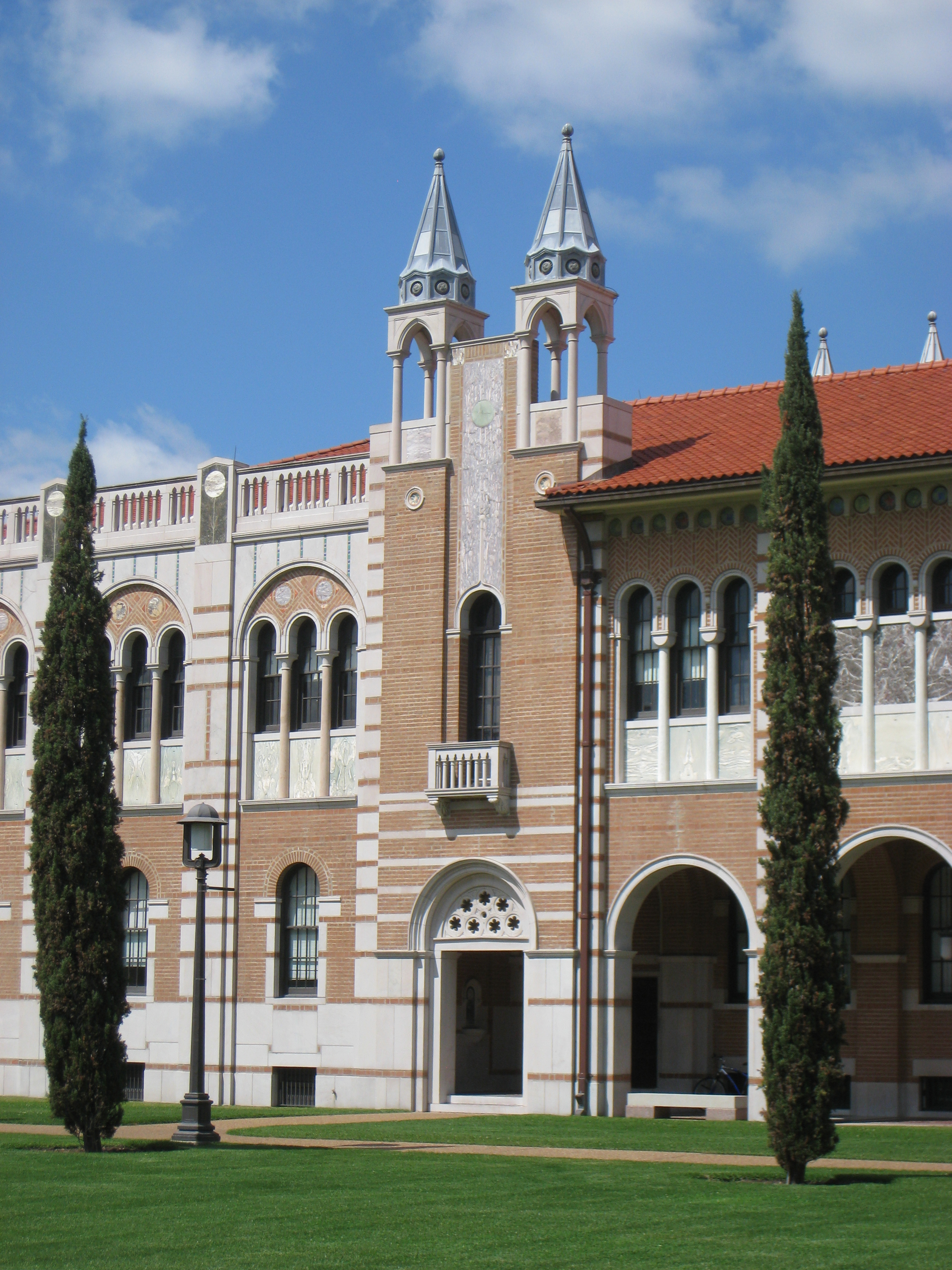
Main quad

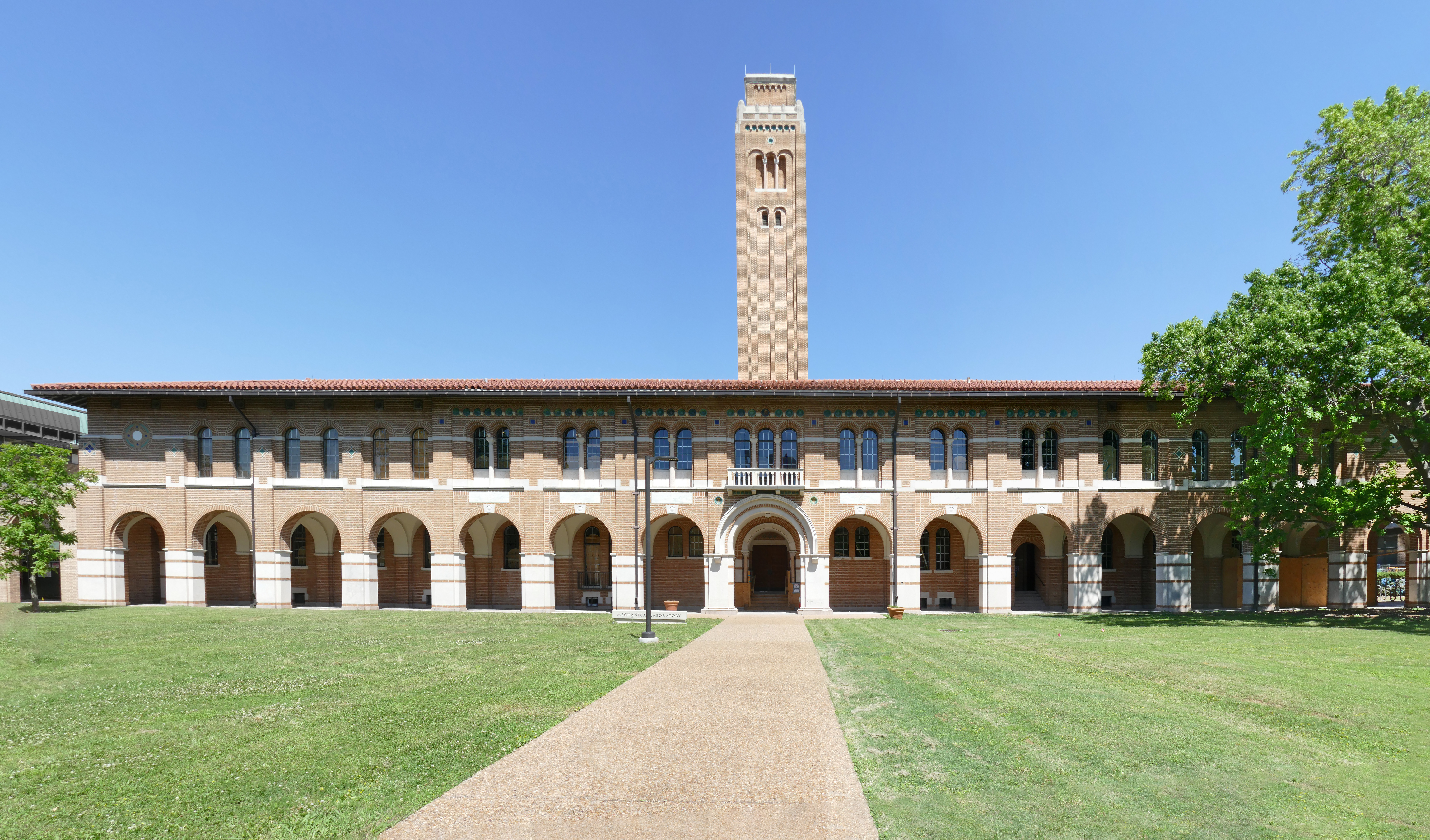
Mechanical Laboratory and Power House

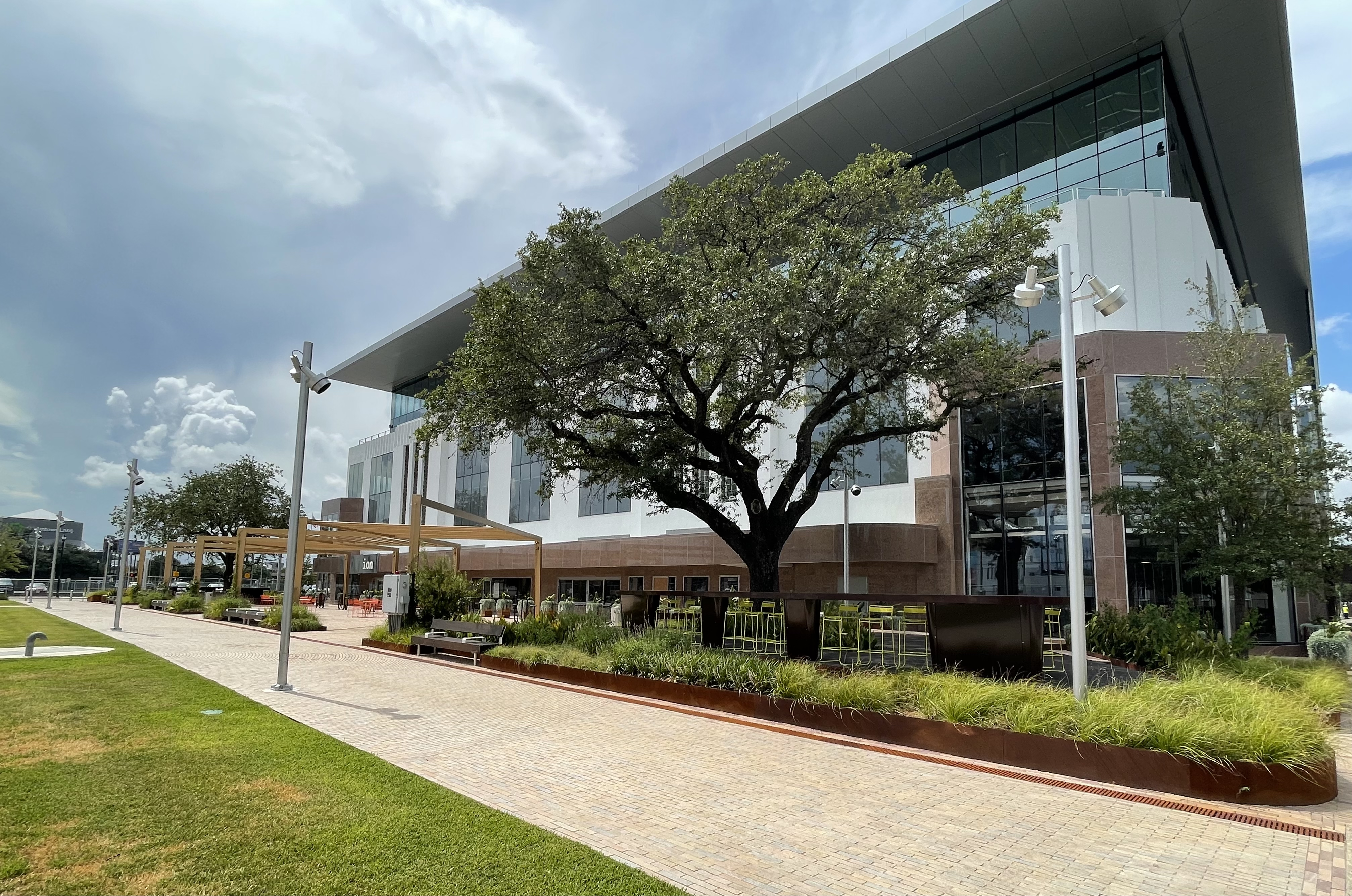
Rice Innovation District in Houston

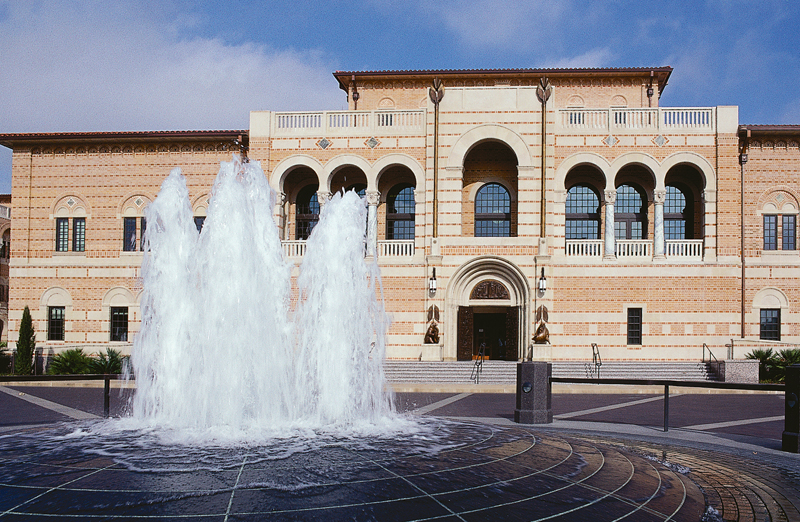
Jones Graduate School of Business(MBA)

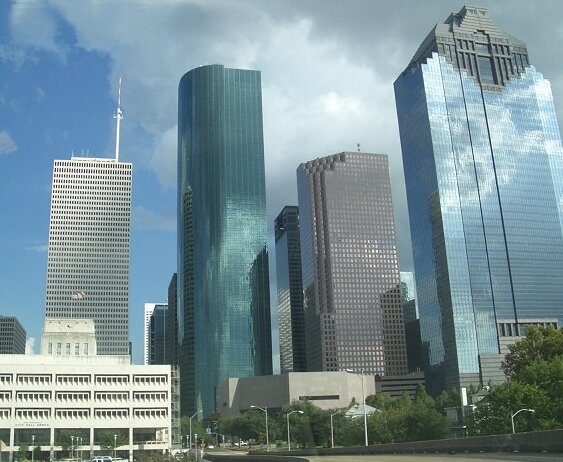
The city of Houston

ライス大学（ライスだいがく、Rice University、略称RU）は、アメリカ合衆国第4位の人口を抱える都市、テキサス州ヒューストンにある名門私立総合大学。同市都心部のミュージアム・ディストリクトに隣接してキャンパスを構える。最難関校の一つで、特に、電気工学・ナノテクノロジー、化学・バイオテクノロジー、宇宙科学、建築・環境学の分野で全米トップレベルを誇る（総合大学で全米TOP20）。また、ライス大学ジョーンズ経営大学院（MBA提供校）は全米TOP25前後で評価が高い。

## 沿革
- 1882年、William Marsh Riceにより「The William Marsh Rice Institute for the Advancement of Literature, Science, and Art」として設立。
- 1912年、ラッベト校長（Edgar Odell Lovett）により開校。学生数77名。教授10名。
- 1914年、Southwest Conference に加入。
- 1996年、Southwest Conference の解散に伴い、Western Athletic Conferenceに加入。
- 2005年、Conference USAに加入。

## 大学の評価
学生数6,000人強（学部4,000人弱、大学院2,500人程度）の中規模大学であり、トップ大学の中ではカリフォルニア工科大学についで少ない。教授1人あたりが受け持つ学生の数も少なく（1:6）、少数精鋭制のクラスで質の高い教育を行う同学の評価は非常に高い。USニューズ&ワールド・レポート誌のランキングでは常に総合大学で全米TOP20にランクされる。US News紙 2018年全米大学ランキング14位（アイビーリーグ校のコーネル大学、ブラウン大学と同位）、同紙世界大学ランキング167位であり、THE世界大学ランキング2022では世界136位となっている。コーネル大学と同様に、理系・文系共に国際的評価が高く、ビジネススクールのライス大学ジョーンズ経営大学院（Jones Graduate School of Business）は、全米TOP25前後である。また、キプリンガーズ・パーソナル・ファイナンス誌はアメリカで最も価値ある大学教育を行う大学に選んでいる。ニッチ社（英語）によるアメリカBest Collegesランキングで、建築学1位、物理学1位、人文科学3位、化学5位、工学5位、心理学6位、コンピューター科学7位、ビジネス10位、数学10位、生物学14位となっており、学生生活ランキング1位を飾っている。アイビーリーグ校以外の大学入試において最も合格率の低い大学の一つである（2022年8.56%）。

### 教育体制
ノーベル賞受賞者を含む国際的に活躍する教授陣を誇る。人工心臓、ニューロ・バイオエンジニアリング、構造化学解析、信号処理、宇宙科学そしてナノテクノロジーの分野の研究で著名である。かつては、NanoREIS/NanoJapanプログラムにおいて、日本の大学とのナノテクノロジー研究における国際交流も活発であった。また、アメリカ最大の医療研究施設の集まるテキサス医療センターに隣接し、活発な共同研究、ベイラー医科大学との提携事業 Rice/Baylor Medical Scholars program 等でも知られている。
また経済学分野においては2014年からコンサルタントや投資など大企業から受ける民間研究資金を基盤にRISE プロジェクトを創設、趣旨として「構造実証型ミクロ経済学の世界をリードする機関。実証経済学に構造的アプローチを採用し、計量経済学およびデータ分析の厳密な組み合わせにより、経済学のあらゆる分野における実質的に重要な問題に取り組む経済理論の重要性を強調」すると掲げるとおり、ミクロ経済学理論と計量経済学理論を融合させた実証手法「構造推定」に力を入れている。このプロジェクト発足後、トップ大学から関連分野の教職員10人以上の引き抜きに成功した。
同学と同じくトップ25に入るテネシー州ナッシュビルのヴァンダービルト大学やジョージア州アトランタのエモリー大学などとともに「南部のアイビー」という異名を得てヒドゥン・アイビーに数えられる。

## 教育機関
- School of Architecture
- George R. Brown School of Engineering
- Wiess School of Natural Sciences
- School of Social Sciences
- School of Humanities
- Shepherd School of Music
- ライス大学ジョーンズ経営大学院（MBAプログラム）

## 教員・出身者など
主要記事：英語版ウィキペディア：ライス大学の人物一覧

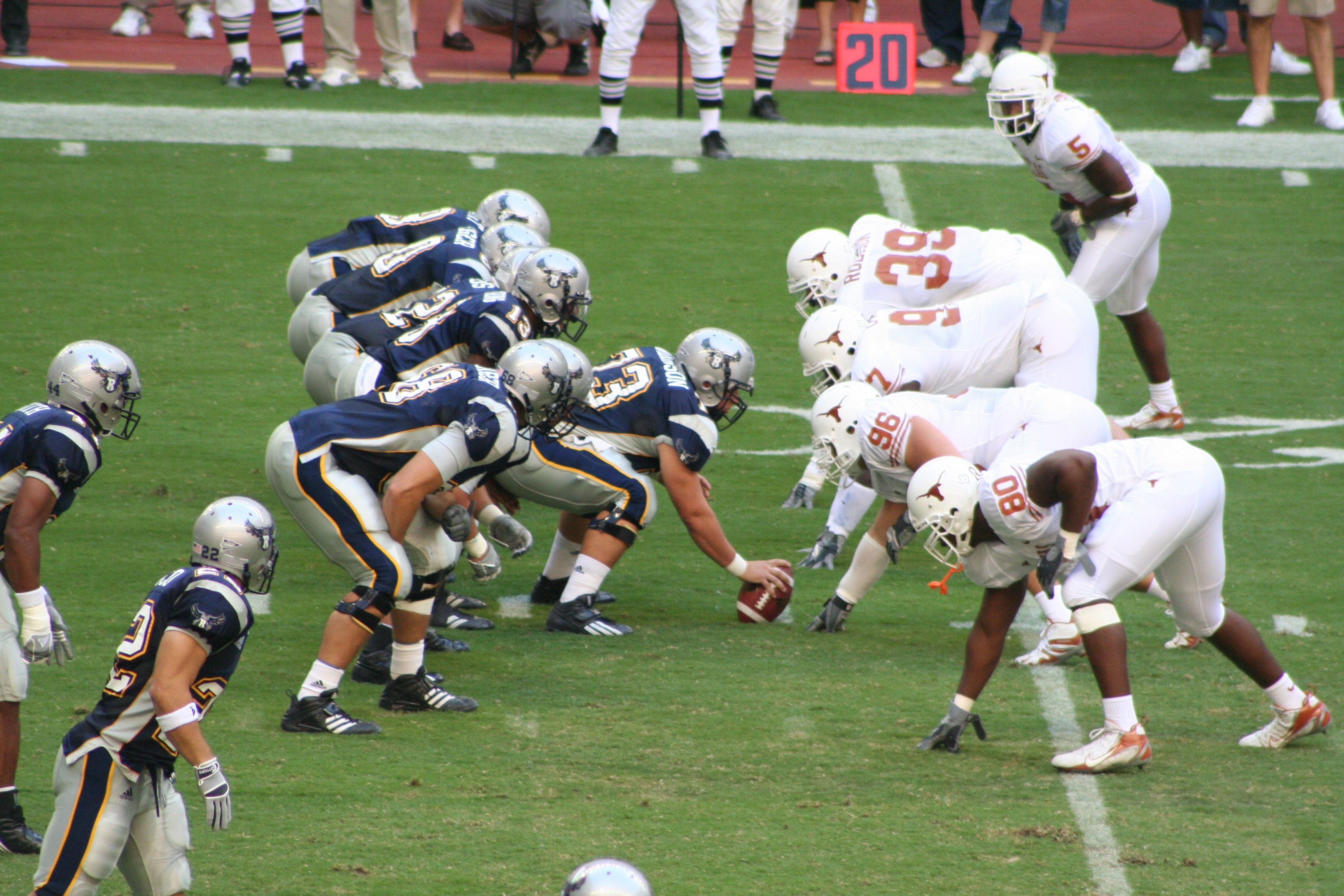
左側がライス大学の選手たち

- ロバート・カール - 化学者、1996年ノーベル賞受賞
- リチャード・スモーリー -化学者、1996年ノーベル賞受賞
- ロバート・W・ウィルソン - 物理学者、1978年ノーベル賞受賞
- ルイ・ブラス-化学者、2023年ノーベル賞受賞
- ジョージ・H・W・ブッシュ（教授）- アメリカ合衆国の第43代副大統領および第41代の大統領
- ジェイムズ・ベイカー（名誉教授）- アメリカ合衆国の国務長官
- アルベルト・ゴンザレス（政治学部）- 元アメリカ合衆国司法長官
- Karl ten Brink - 元テキサコ社長
- Robert L. Clarke - 元コカ・コーラ カンパニー社長
- ラリー・マクマートリー - 脚本家
- デビッド・アーズマ - MLB（アトランタ・ブレーブス）でプレーするプロ野球選手
- マット・アンダーソン - MLB（デトロイト・タイガースなど）でプレーした元プロ野球選手
- ランス・バークマン - MLB（ヒューストン・アストロズなど）でプレーした元プロ野球選手
- フィル・バルジラ - MLB（ヒューストン・アストロズ）でプレーした元プロ野球選手
- トニー・シングラーニ - MLB（シンシナティ・レッズ）でプレーするプロ野球選手
- ノーム・チャールトン - MLB（シンシナティ・レッズなど）でプレーした元プロ野球選手
- バッバ・クロスビー - MLB（ロサンゼルス・ドジャース、ニューヨーク・ヤンキース）でプレーした元プロ野球選手
- ホセ・クルーズ・ジュニア - MLB（トロント・ブルージェイズなど）でプレーした元プロ野球選手
- ブロック・ホルト - MLB（ボストン・レッドソックス）でプレーするプロ野球選手
- ルーカス・リットキー - MLB（シアトル・マリナーズ）でプレーするプロ野球選手
- ジェフ・ニーマン - MLB（タンパベイ・レイズ）でプレーしたプロ野球選手
- アンソニー・レンドン - MLB（ロサンゼルス・エンゼルス）でプレーするプロ野球選手
- ジョン・デュプランティエ - NPB（阪神タイガース）でプレーするプロ野球選手
- 土井隆雄 - 宇宙飛行士、大学院修了
- 高萩光紀 - JXホールディングス初代社長
- 井手慎司 - 滋賀県立大学学長・理事長、大学院修了

著名な卒業生ならびに関係者
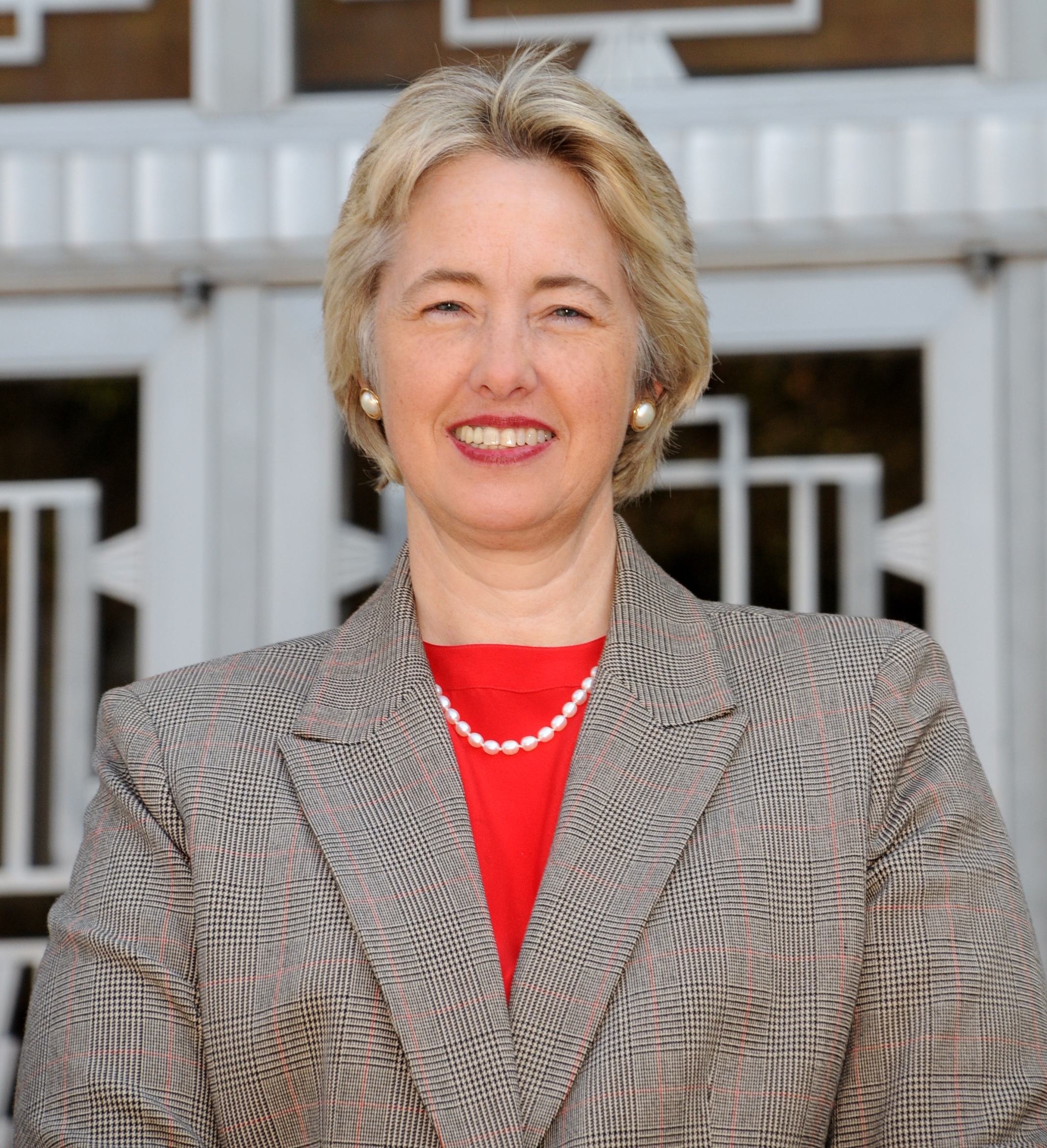
アニース・パーカー (1978年卒) 第61代ヒューストン市長
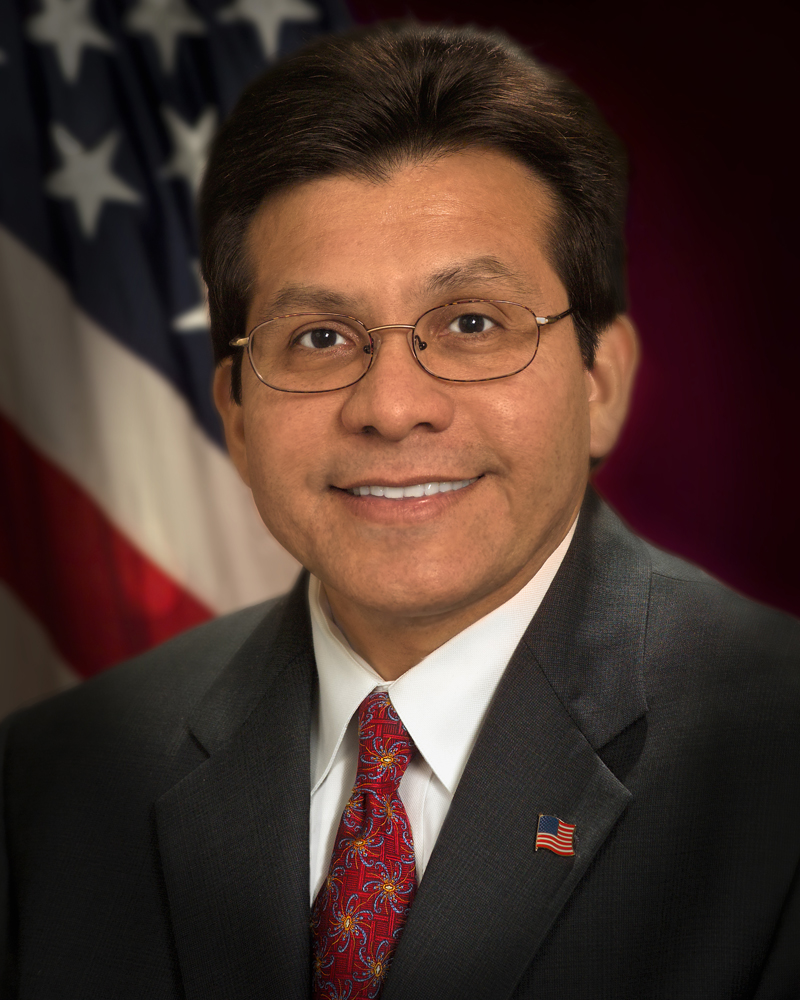
アルバート・ゴンザレス (1979年卒) 元アメリカ合衆国司法長官
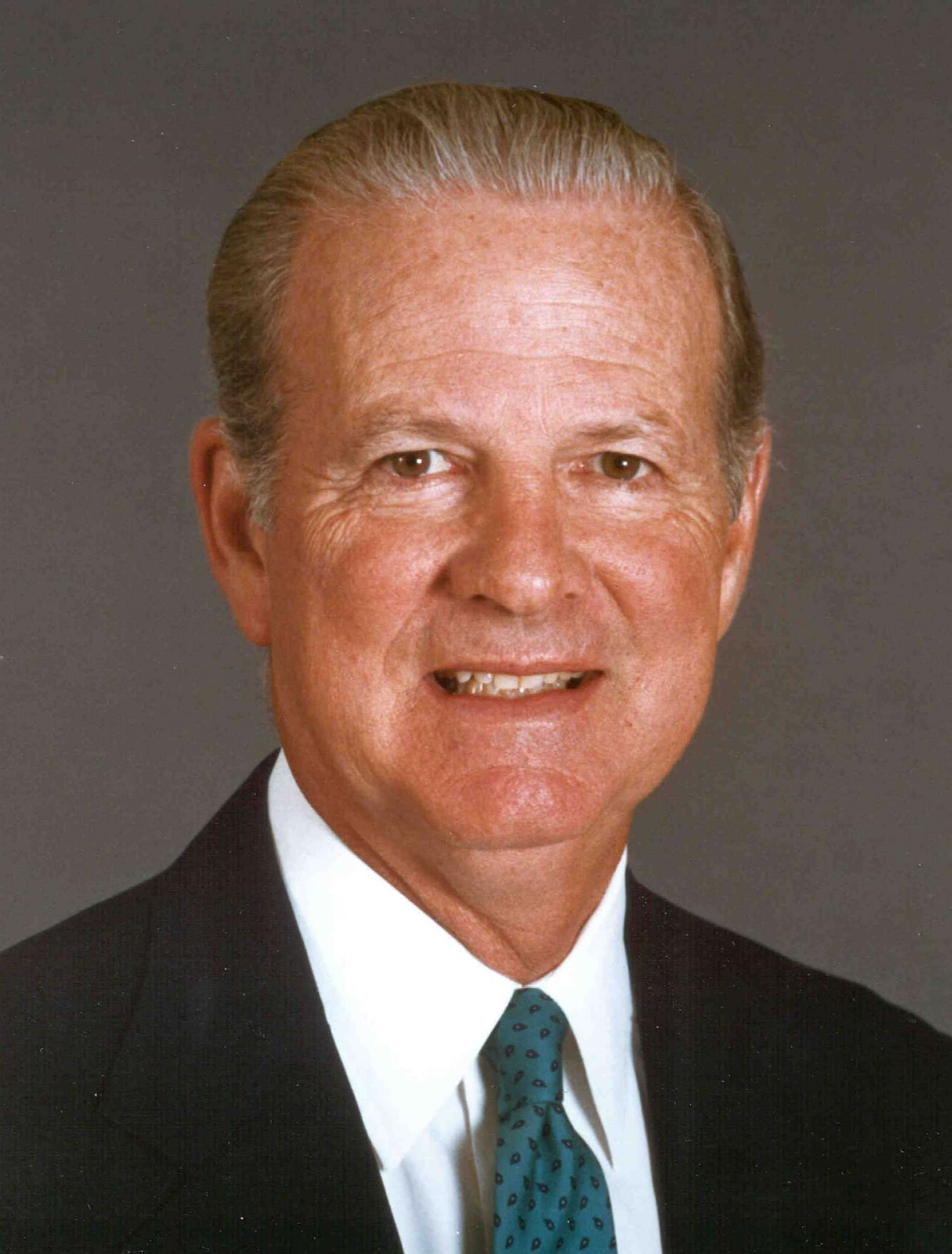
ジェイムズ・ベイカー国務長官、本学にジェイムズ・ベイカー3世公共政策研究所（英語版）を寄贈、同初代所長
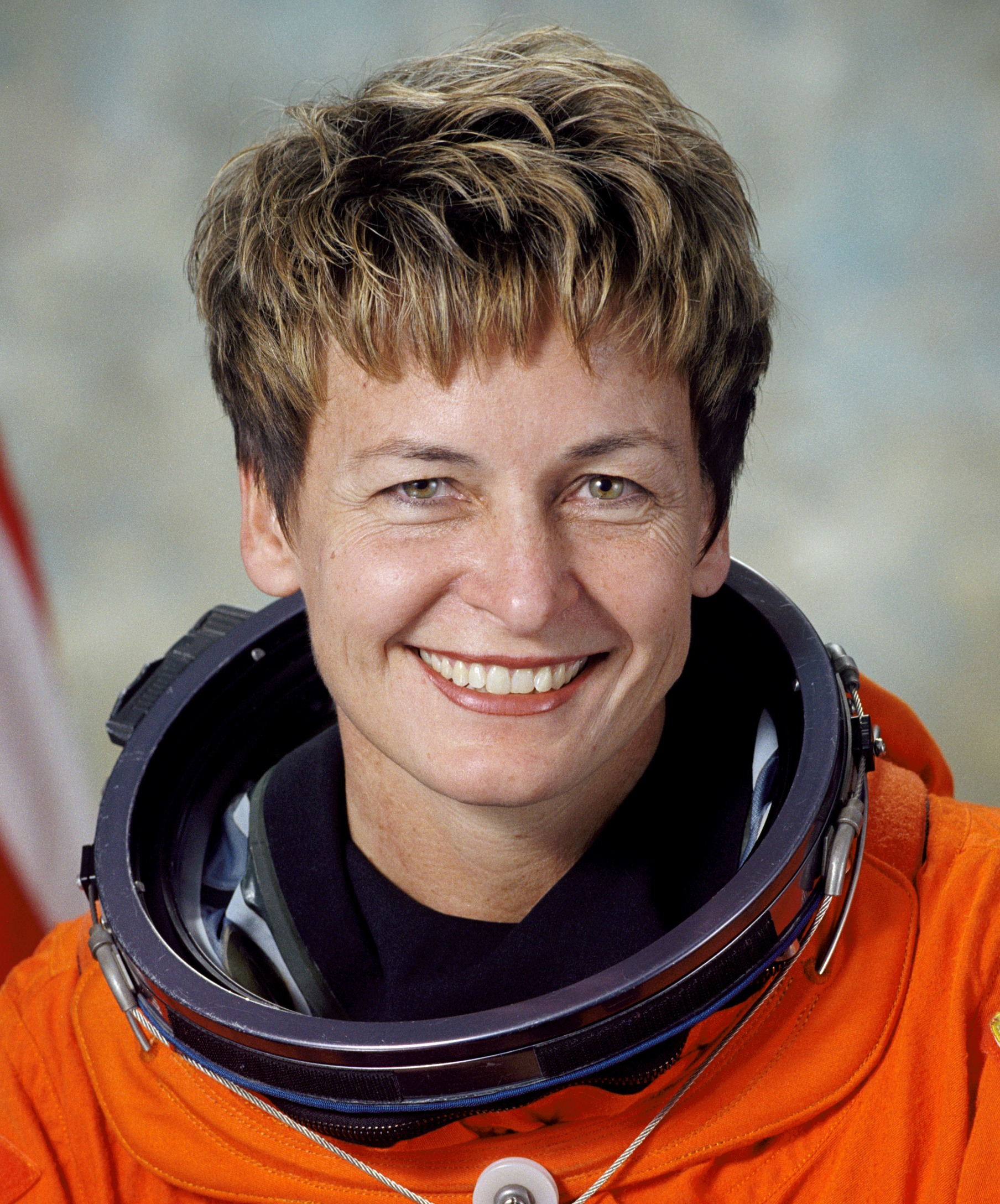
ペギー・ホイットソン（英語版） (1986年卒) NASA 宇宙飛行士、ISS司令官
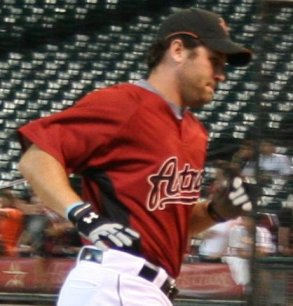
ランス・バークマン (1997年卒) 元メジャーリーグベースボール選手 (ヒューストン・アストロズほか)、MLBオールスターゲーム出場
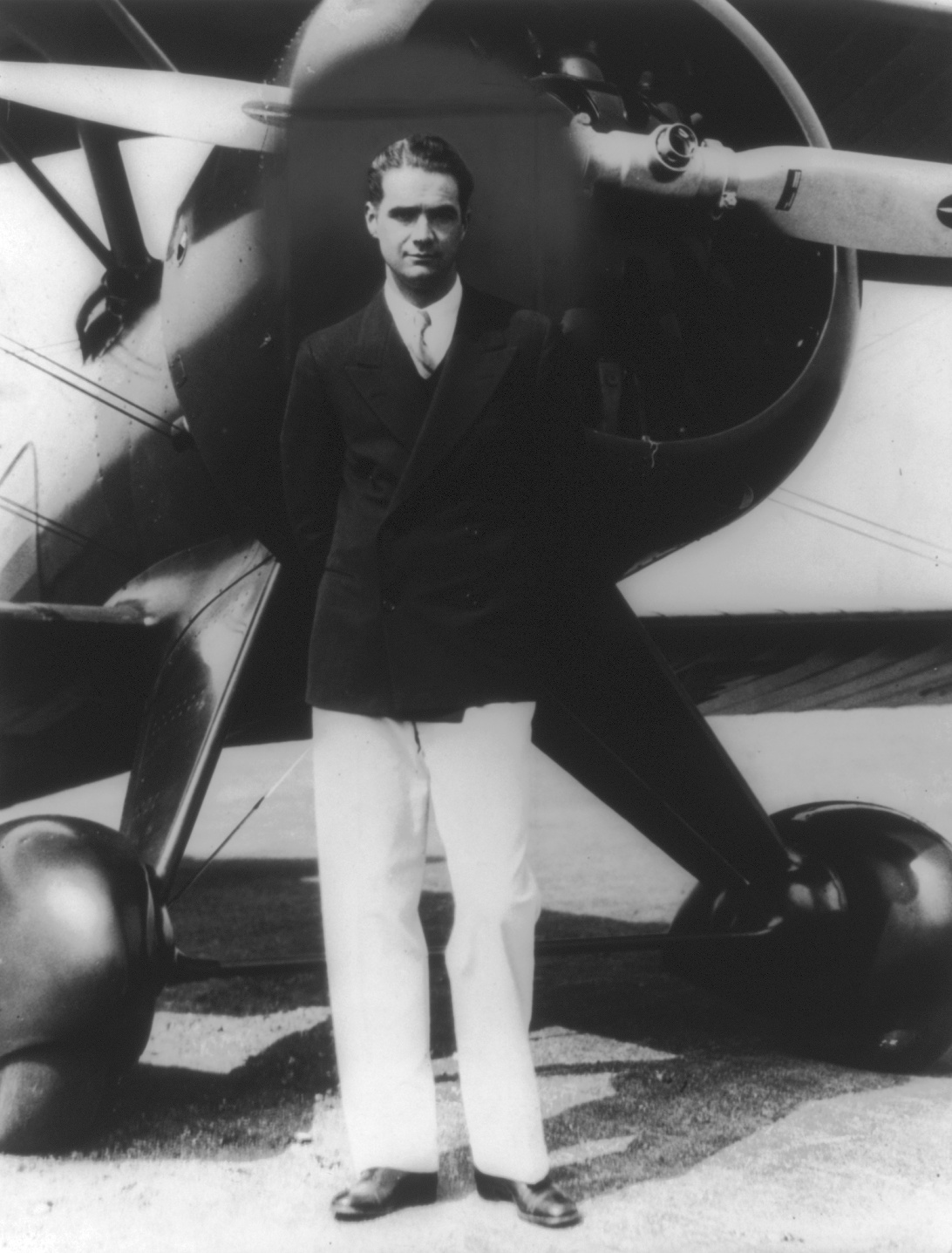
ハワード・ヒューズ(1924年中退) 実業家・映画製作者兼映画監督・飛行家・発明家
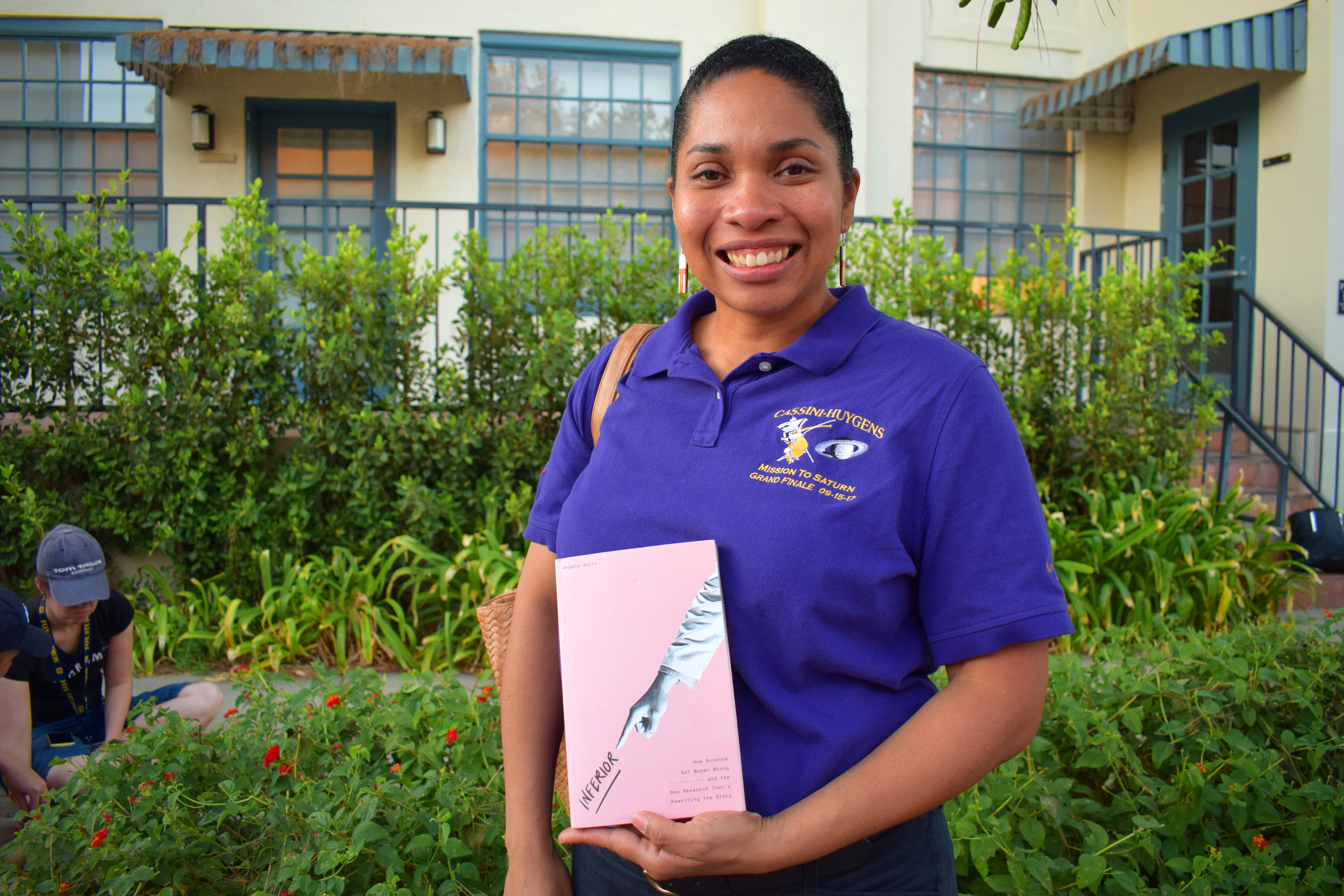
パウトーシュ・ヴァレリノ（英語版） (2005年卒) 工学博士、NASAジェット推進研究所土星探査機カッシーニ運行技術者

## 日本の学生交流協定校
- 東京大学
- 京都大学
- 東京工業大学
- 大阪大学
- 東北大学
- 九州大学
- 北海道大学
- 千葉大学
- 慶應義塾大学
- 学習院大学
- 大阪工業大学

## 主な出来事
- 2024年8月26日 - 学内の学生寮で発砲事件が発生。2人が死亡[12]。